# Hesperochernes pallipes
Hesperochernes pallipes är en spindeldjursart som först beskrevs av Banks 1893.  Hesperochernes pallipes ingår i släktet Hesperochernes och familjen blindklokrypare. Inga underarter finns listade i Catalogue of Life.